# Relans
Relans ist eine französische Gemeinde im Département Jura in der Region Bourgogne-Franche-Comté. Sie gehört zum Arrondissement Lons-le-Saunier und zum Kanton Bletterans. 

## Geographie
Die Gemeinde grenzt an Commenailles, Desnes, Bletterans, Nance und Chapelle-Voland. In der Gemeindegemarkung liegen kleine Seen, darunter der Étang de Goie, der Étang de la Verne, der Étang de la Gaberie und der Étang de la Folie.

## Bevölkerungsentwicklung
| Jahr                       | 1962 | 1968 | 1975 | 1982 | 1990 | 1999 | 2008 | 2017 |
| -------------------------- | ---- | ---- | ---- | ---- | ---- | ---- | ---- | ---- |
| Einwohner                  | 149  | 148  | 167  | 171  | 225  | 248  | 328  | 341  |
| Quellen: Cassini und INSEE |      |      |      |      |      |      |      |      |